# Tim Oberdorf
Tim Oberdorf (* 16. August 1996 in Hagen) ist ein deutscher Fußballspieler.

## Karriere
Oberdorf wechselte im Januar 2015 aus der U19 in die 1. Mannschaft der TSG Sprockhövel. Zur Spielzeit 2015/2016 gelang ihm mit dem Verein der Aufstieg aus der Oberliga Westfalen in die Regionalliga West. In der darauffolgenden Spielzeit 2016/17 absolvierte er 33 von 34 möglichen Spielen in der Regionalliga West, am Ende der Spielzeit stieg er mit dem Verein jedoch direkt wieder ab. Zudem wurde das Halbfinale im Westfalenpokal erreicht, wo man knapp am SC Paderborn 07 scheiterte. Nach 2 weiteren Spielzeiten in der Oberliga Westfalen, verließ Oberdorf die TSG Sprockhövel im Sommer 2019.
Zur Saison 2019/20 der Regionalliga West schloss sich Oberdorf der 2. Mannschaft der Fortuna Düsseldorf an. Seit der Spielzeit 2020/21 ist er Kapitän der Zweitvertretung.
Nachdem Oberdorf bereits 2020 an großen Teilen der Sommervorbereitung der Profis teilgenommen hatte, war er auch 2021 dabei und nahm zudem an Testspielen teil.
Sein Profidebüt feierte am 8. August 2021 in der 1. Runde des DFB-Pokals beim 5:0 auswärts gegen den VfL Oldenburg. Sein Zweitligadebüt folgte nur 6 Tage später am 14. August 2021 bei der 0:2-Niederlage beim 1. FC Nürnberg. Oberdorf kam in der 87. Spielminute für Matthias Zimmermann ins Spiel.
Nach einigen weiteren Einsätzen in der ersten Mannschaft unterschrieb er am 1. Dezember 2021 seinen ersten Profivertrag. Dieser ist bis zum 30. Juni 2024 datiert. Am 4. Oktober 2023 verlängerte er seinen Vertrag, über dessen Laufzeit keine Angaben gemacht wurden.

## Persönliches
Er ist der ältere Bruder der Fußball-Nationalspielerin Lena Oberdorf.